# Glazypeau (rivière)
La rivière Glazypeau est un cours d'eau de l'Arkansas aux États-Unis dans le comté de Garland. 

## Géographie
La rivière Glazypeau prend sa source au Sud-Est du lac Ouachita. Son cours s'étend sur une trentaine de kilomètres en direction de l'Ouest. Elle se jette dans la rivière Ouachita  environ cinq kilomètres au Sud du lac Ouachita.

## Histoire
Ce cours d'eau fut dénommé ainsi à l'époque de la Louisiane française. Cette appellation est une déformation de glaise et de peau pour désigner la pierre à lécher appréciée par les animaux pour ses sels minéraux. Au cours du XIXe siècle, après la vente de la Louisiane par Napoléon Ier, la rivière fut également dénommée "Glacierpeau" et "Glazypole" selon le cas.